# Tiszabecs
Tiszabecs là một làng thuộc hạt Szabolcs-Szatmár-Bereg, Hungary. Làng này có diện tích 17,14 km², dân số năm 2010 là 1017 người, mật độ 59 người/km².